# La Beauté des nuits du monde
La Beauté des nuits du monde est un recueils de textes de Marguerite Duras publié en 2010 aux éditions La Quinzaine littéraire. L'édition est établie par Laure Adler.

## Édition
- Marguerite Duras, La Beauté des nuits du monde, textes choisis et présentés par Laure Adler, éditions La Quinzaine littéraire, coll. « Voyager avec », 2010.